# Liste der Resolutionen des UN-Sicherheitsrates (1957)
Diese Liste der Resolutionen des UN-Sicherheitsrates nennt die fünf vom Sicherheitsrat der Vereinten Nationen im Jahr 1957 verabschiedeten Resolutionen.
| Nummer | Beschluss vom | Gegenstand                                                                  | Mission |
| ------ | ------------- | --------------------------------------------------------------------------- | ------- |
| 122    | 24. Januar    | Situation zwischen Indien und Pakistan                                      |         |
| 123    | 21. Februar   | Situation zwischen Indien und Pakistan                                      |         |
| 124    | 7. März       | Aufnahme Ghanas als neues Mitglied in die Vereinten Nationen                |         |
| 125    | 5. September  | Aufnahme der Föderation Malaya als neues Mitglied in die Vereinten Nationen |         |
| 126    | 2. Dezember   | Situation zwischen Indien und Pakistan                                      |         |